# Isovanilloïde
Un isovanilloïde est un composé qui possède un groupe isovanillyle. Parmi le groupe des isovanilloïdes se trouvent l'alcool isovanillique, l'isovanilline, l'acide iovanillique, l'isoacétovanillone, etc. Ce sont les isomères de position des vanilloïdes.
| Structure de l'alcool vanillique | Structure de la vanilline | Structure de l'acide vanillique | Structure de l'acetovanillon |
| alcool isovanillique             | isovanilline              | acide isovanillique             | isoacétovanillone            |

## Littérature
- Jeewoo Lee, Sang Uk Kang, Su Yeon Kim, Sung Eun Kim, Yeong Joon Jo, Sunghoon Kim: Vanilloid and Isovanilloid Analogues as Inhibitors of Methionyl-tRNA and Isoleucyl-tRNA Synthetases, Bioorganic & Medicinal Chemistry Letters, 2001, 11 (8), p. 965–968; DOI 10.1016/S0960-894X(01)00096-8; PMID 11327601; « PDF »(Archive.org • Wikiwix • Archive.is • Google • Que faire ?).